# 澤井幸次
澤井幸次（日语：／ Sawai Kōji，1955年9月14日—），日本男性動畫演出家、動畫導演。出身於東京都。B型血。

## 來歷、人物
學生時代，澤井幸次立志成為漫畫家。
東洋大學畢業後，他加入了龍之子製作公司。在擔任製作進行約兩年後，他轉為演出家，並負責《黃金戰士Gold Lightan》、《未來警察浦島人》、《請多指教跑車郎中》、《火焰的阿爾卑斯玫瑰 茱蒂&藍迪》、《昭和笨蛋小說搞笑第1名！》的分鏡、演出工作。
之後，他於1986年離開龍之子，目前以自由演出家的身份活動。
自2000年以來，他經常參與由真下耕一領導的BEE TRAIN的工作，兩人在龍之子時期就是好友。
自2010年代起，他也參與了SILVER LINK.的許多作品。

## 參加作品

### 電視動畫
1981年
- 黃金戰士Gold Lightan（演出）

1983年
- 未來警察浦島人（演出）

1984年
- OKAWARI-BOY Starzan S（日语：OKAWARI-BOY スターザンS）（演出）
- 請多指教跑車郎中（日语：よろしくメカドック）（演出）

1985年
- 火焰的阿爾卑斯玫瑰 茱蒂&藍迪（首席導演補）
- 昭和笨蛋小說搞笑第1名！（日语：昭和アホ草紙あかぬけ一番!）（演出）

1986年
- 光之傳說（分鏡、演出）
- 動畫魔鬼剋星（分鏡）
- 褞袍超人（—1987年，演出）

1987年
- 相聚一刻（—1988年，分鏡、演出）

1988年
- 極速悍將（日语：F (漫画)）（分鏡、演出）

1989年
- 亂馬½ 熱鬥篇（—1991年，導演[a]、編劇、分鏡）
- 機動警察（分鏡）

1992年
- 宇宙騎士騎格武士利刃（分鏡）

1993年
- 無責任艦長泰勒（演出）

1994年
- 重獲新生的機器人（日语：おまかせスクラッパーズ）（分鏡）

2002年
- 沙漠的海賊！隊長庫珀（日语：砂漠の海賊!キャプテンクッパ）（演出）
- .hack//SIGN（演出）

2003年
- .hack//黃昏的腕輪傳說（導演[1]）
- 狼雨（演出）
- 復仇天使（日语：AVENGER）（分鏡）

2004年
- 異域天使（分鏡）
- 吟遊默示錄（分鏡）

2005年
- TSUBASA翼（分鏡）

2006年
- 吟遊默示錄wieder（分鏡）
- 黑騎士 ～奧拉克爾的勇者們～（分鏡）
- .hack//Roots（日语：.hack//Roots）（分鏡、演出）

2007年
- 黑騎士 ～甦醒的太陽～（分鏡）
- 魔女獵人（分鏡、演出）

2008年
- 無限之住人（分鏡、演出）

2009年
- Phantom ～Requiem for the Phantom～（分鏡、演出）

2010年
- 心靈偵探 八雲（分鏡、演出）

2011年
- 戰國鬼才傳（分鏡、演出）

2012年
- 黑子的籃球（分鏡）
- 輪迴的拉格朗日 season2（分鏡）

2013年
- PSYCHO-PASS心靈判官（分鏡）
- ROBOTICS;NOTES（分鏡）
- 戀曲寫真（分鏡、演出、演出助手）
- 超次元戰記 戰機少女 THE ANIMATION（分鏡）
- 悠悠哉哉少女日和（分鏡、演出）

2014年
- 農林（分鏡、演出）
- 魔法戰爭（演出）
- 白銀的意志 ARGEVOLLEN（分鏡）
- 三坪房間的侵略者!?（分鏡、演出）
- 寄生獸 生命的準則（分鏡、演出）

2015年
- 百合熊風暴（分鏡、演出）
- 悠悠哉哉少女日和Repeat（分鏡、演出）
- 落第騎士英雄譚（分鏡、演出）

2016年
- 田中君總是如此慵懶（分鏡）
- 斯特拉的魔法（分鏡）
- ALL OUT!!（演出）

2017年
- 巴哈姆特之怒 VIRGIN SOULS（分鏡、演出）
- 武裝少女Machiavellianism（分鏡）
- 如果有妹妹就好了。（分鏡）

2018年
- 牙狼〈GARO〉 -VANISHING LINE-（日语：牙狼-GARO- -VANISHING LINE-）（分鏡）
- 比宇宙更遠的地方（分鏡、演出）
- 三顆星彩色冒險（分鏡）
- 溫泉屋小女將（分鏡、演出）
- 強風吹拂（分鏡）

2019年
- 多羅羅 (2019年版)（分鏡）
- 鑽石王牌 actII（演出）
- 實況主的逃脫遊戲【直播中】（分鏡）
- 喜歡本大爺的竟然就妳一個？（分鏡）

2020年
- 轉生成女性向遊戲只有毀滅END的壞人大小姐（分鏡）
- 戀與製作人 ～EVOL×LOVE～（分鏡）
- 你與我最後的戰場，亦或是世界起始的聖戰（分鏡）

2021年
- 悠悠哉哉少女日和 Nonstop（分鏡）
- 賈希大人不氣餒！（分鏡）
- 狂熱深淵 迷失的孩子（分鏡）

2022年
- 秘密內幕 ～女警的反擊～（分鏡）
- 即使如此依舊步步進逼（分鏡）
- 書蟲公主（分鏡）

2023年
- 怕痛的我，把防禦力點滿就對了2（分鏡）
- 魔王學院的不適任者II ～史上最強的魔王始祖，轉生就讀子孫們的學校～（分鏡）
- 妖幻三重奏（分鏡）
- 和山田談場Lv999的戀愛（分鏡）
- 政宗君的復仇R（分鏡）
- 堤亞穆帝國物語 ～從斷頭台開始，公主重生後的逆轉人生～（分鏡）

2024年
- 佐佐木與文鳥小嗶（分鏡）
- 非自願的不死冒險者（分鏡）
- 地。 -關於地球的運動-（分鏡）

2025年
- Princession Orchestra（分鏡）
- 推理要在晚餐後（分鏡）

### 電影動畫
- 機動警察 the Movie（1989年，演出）
- 噴嚏大魔王“史上最大魔王之戰役…？之物語（1998年，導演）

### OVA
- 機動警察（1987年，演出）
- .hack//Liminality（日语：.hack//Liminality）（2002年，分鏡、演出）
- .hack//G.U. Returner（日语：.hack//G.U. Returner）（2007年，分鏡）
- 最後一戰：光環傳奇 Episode 5【Homecoming】（2010年，導演）

### 網路動畫
- 月出之戰（日语：ムーンライズ）（2025年，分鏡）

## 腳註

## 相關項目
- 龍之子製作公司
- BEE TRAIN
- 真下耕一
- 日本動畫師列表（日语：アニメ関係者一覧）